# Кент Рідж Парк

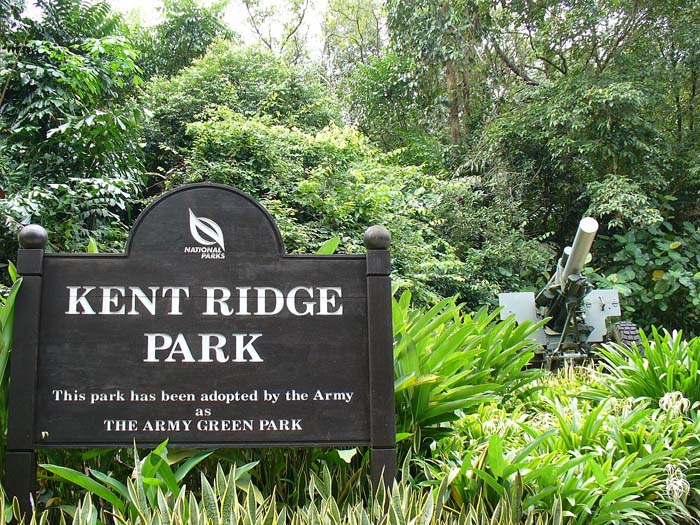
Вхід до Кент Рідж Парку з боку Віджілант Драйв. На задньому фоні видно виведену з експлуатації гармату M114 155 mm howitzer, подаровану Міністерством оборони Сінгапуру.

Кент Рідж Парк (англ. Kent Ridge Park, кит. 肯特岗公园) — громадський парк розміром 47 гектарів у західному Сінгапурі, між Національним університетом Сінгапуру та Науковим парком Сінгапуру. Через непорушений ареал та багатий рослинний світ парк став улюбленим місцем екотуристів та спостерігачів за птахами.
Під час Другої світової війни пагорб у парку був місцем однієї з останніх і жорстоких битв між Королівським малайським полком та японською армією, битва на Букіт Чанду (також відома як битва на Пазір Панджангу), 12-14 лютого 1942 року.
Парк офіційно відкрили в 1954 році, а в 1995-му Управління національної спадщини додало парк до 11 меморіальних місць пов'язаних з Другою світовою війною. Парк входить до решти 300, якими завідує сінгапурське Управління з національних парків.